# مات كربون
مات كربون (بالإنجليزية: Matt Carbon)‏ هو لاعب كرة قدم بريطاني في مركز قلب الدفاع، ولد في 8 يونيو 1975 في نوتنغهام في المملكة المتحدة. شارك مع منتخب إنجلترا تحت 21 سنة لكرة القدم. أما مع النوادي، فقد لعب مع ديربي كاونتي وميلتون كينز دونز ونادي بارنسلي ونادي لينكولن سيتي ونادي والسول ووست بروميتش ألبيون.

## وصلات خارجية
- مات كربون على موقع قاعدة بيانات كرة القدم.إي يو (الإنجليزية)
- مات كربون على موقع Soccerbase.com (لاعب) (الإنجليزية)
- مات كربون على موقع عالم كرة القدم.نت (الإنجليزية)